# Ottawa
För andra betydelser, se Ottawa (olika betydelser).
Ottawa  (franskt uttal: [ɔtawa]), är huvudstad i Kanada. I Ottawa bor det både engelsk- och fransktalande. I södra och västra delen av Ottawa är andelen engelsktalande högre, medan andelen fransktalande överväger i östra och norra Ottawa. Totalt sett utgörs befolkningen i Ottawa av 49,3 procent engelsktalande, 32,4 procent fransktalande samt 17,6 procent som talar andra språk, huvudsakligen invandrare. Ursprungligen hette staden Bytown och den fick sitt nuvarande namn 1855. Den 31 december 1857 bestämde drottning Viktoria att Ottawa skulle bli Kanadas huvudstad. Före européernas ankomst till Nordamerika kontrollerade och bodde folkgruppen algonkiner i området.
Stadens ursprungliga gränser utvidgades genom många sammanslagningar och slutligen ersattes de av en ny  inkorporering 2001 som signifikant utökade dess landmassa. Namnet "Ottawa" valdes som hänvisning till Ottawafloden, ett namn som är avlett från språket algonkinska Odawa, som betyder "handel".
Turismen är viktig för Ottawa och staden har många populära museer. En turistattraktion på vintern är skridskorinken på Rideaukanalen, som då temporärt blir världens längsta skridskorink med sina 7,8 kilometer.

## Historia

### Grundande
Staden Ottawa grundades 1827. Detta skedde samband med bygget av Rideaukanalen, vilken var uttänkt att binda samman Ottawafloden och Ontariosjön. Stadens ursprungliga namn var Bytown, vilket kom efter namnet på ledaren av kanalprojektet, överste John By (1779–1836). Sitt nuvarande namn fick staden först 1855.

### Huvudstad
På nyårsaftonen 1857 bestämde drottning Viktoria, som en symbol och en politisk gest, att Ottawa skulle vara permanent huvudstad för Provinsen Kanada. Valet av Ottawa som huvudstad baserades på två huvudsakliga skäl:
- För det första skulle Ottawas isolerade läge i ett otillgängligt område, omgivet av tät skog långt från gränsen mellan Kanada och USA och på ett 40 meter högt berg (Parliament Hill), därför kunna vara mindre utsatt för ett eventuellt angrepp från Förenta staterna.[12][13]
- För det andra ligger Ottawa ungefär halvvägs mellan Toronto och Kingston (i Provinsen Kanada) och Montréal och Québec (i Canada East).

Trots Ottawas regionala isolering hade den säsongsbetonad tillgång till vattentransporter till Montréal över Ottawafloden och till Kingston via Rideaukanalen. År 1854 fanns det också en modern åretruntförbindelse med tåg, Bytown and rescott Railway, som tog passagerare och timmer och körde de 82 kilometerna till Prescott vid Saint Lawrencefloden och vidare. Ottawas obetydliga storlek, trodde man, skulle göra det mindre benäget att dra till sig politiskt motiverade folkmassor, något som skett i tidigare kanadensiska huvudstäder.

## Geografi

### Läge och utsträckning

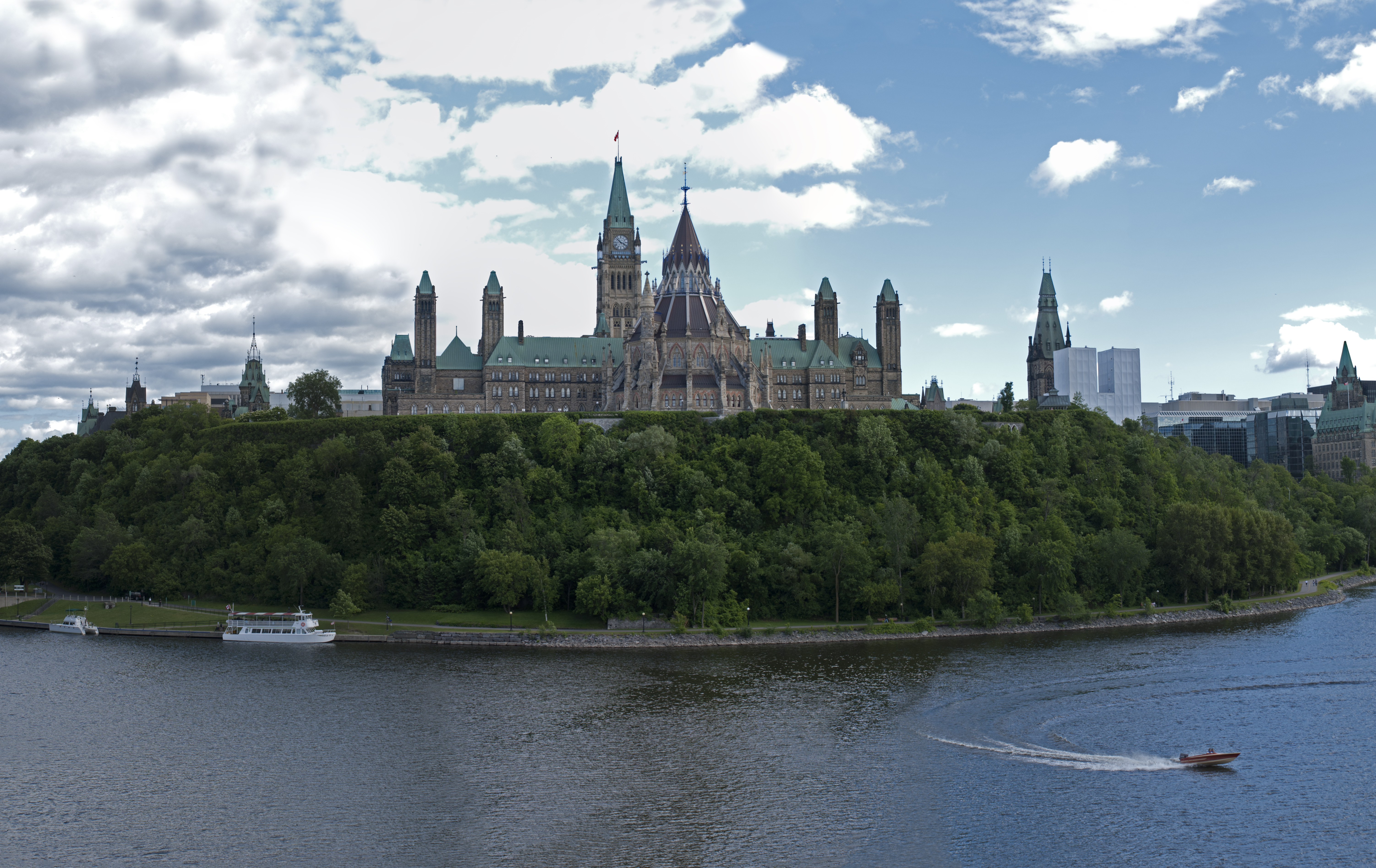
Parliament Hill från Alexandrabron

Ottawa ligger på Ottawaflodens södra strand och där utmynnar Rideaufloden och Rideaukanalen. Den äldsta delen av staden, inklusive vad som återstår av Bytown, kallas Lower Town och inkluderar området mellan kanalen och floderna. På andra sidan kanalen i väst ligger Centretown (centrum) som är stadens finansiella och kommersiella centrum. Mellan centrum och Ottawafloden ligger den 40 meter höga Parliament Hill, med många av stadens regeringsbyggnader. Centretown är också platsen för Kanadas parlament samt ett stort kontorshus för den federala regeringen, Privy Council Office.

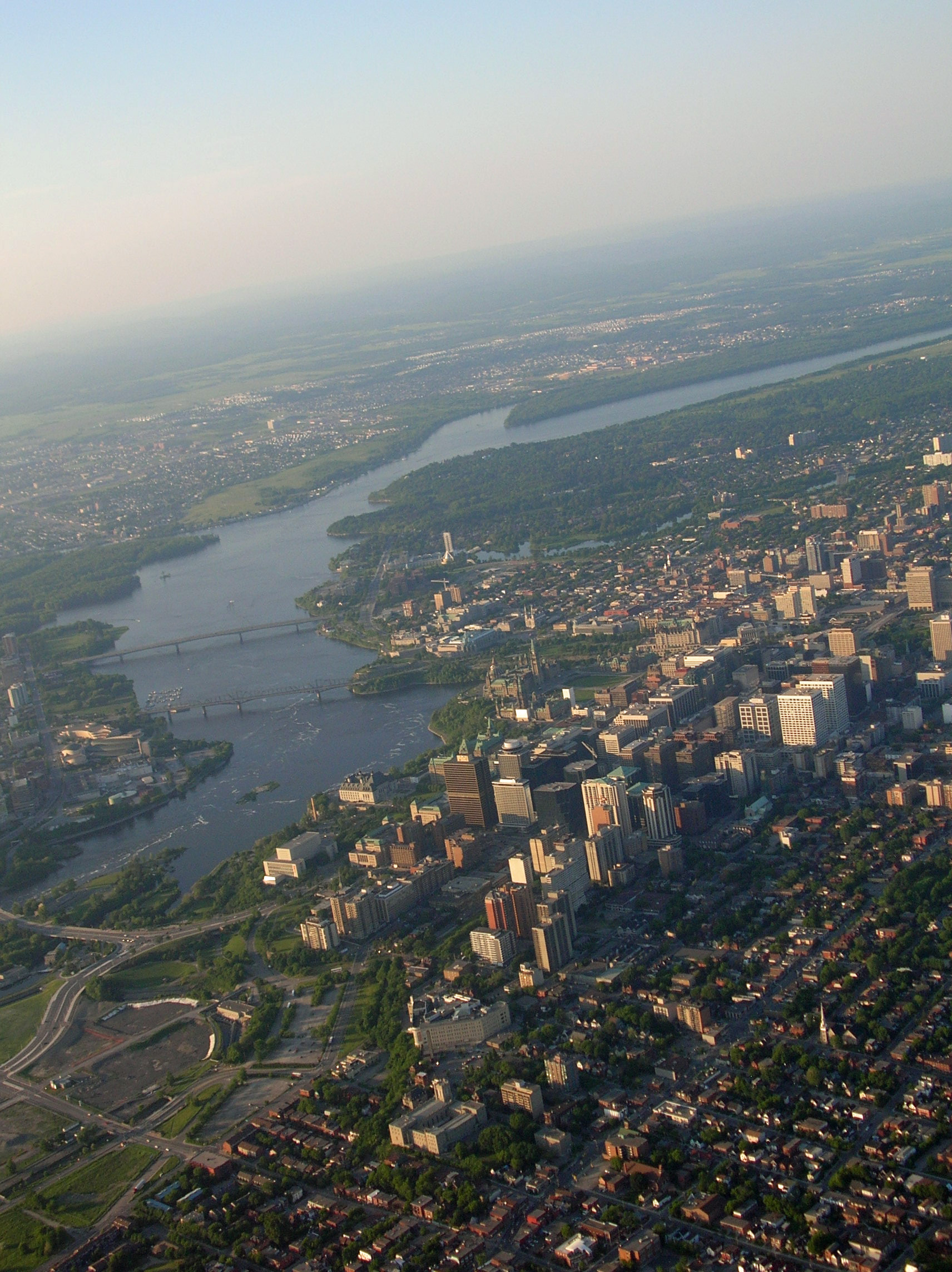
Ottawas stadskärna ligger på södra stranden av Ottawa River. Gatineau kan ses i bakgrunden, tvärs över floden.

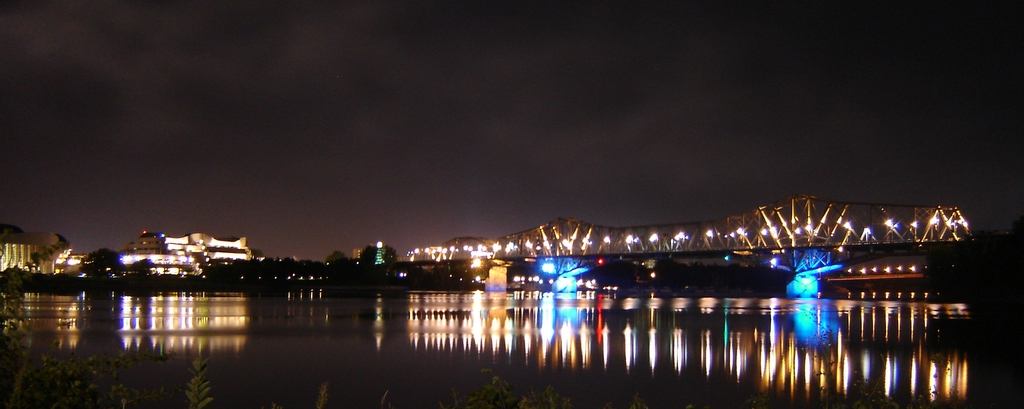
Vy över Ottawafloden

Centralorten sträcker sig relativt långt i ostlig, västlig och sydlig riktning från centrum, och inkluderar de tidigare städerna Gloucester, Nepean och Vanier, den tidigare byn Rockcliffe Park och förorterna Manotick och Orleans. Utanför Ottawas tätort ligger Kanata, en stad som vuxit ihop med byn Stittsville. Det finns också flera tätorter som ligger en bit bortom huvudstaden, men som ingår administrativt i staden Ottawa. 
På andra sidan Ottawafloden, som bildar gränsen mellan Ontario och Québec, ligger staden Gatineau, som tillsammans med Ottawa bildar ett av landets folkrikaste storstadsområden med över en miljon invånare.

### Vattenvägar
Ottawafloden och Gatineaufloden (som möts strax nedströms Ottawas centrum) var historiskt viktiga för skogsindustrin och timmerindustrin. Rideaufloden var dessutom viktig som en del av Rideaukanalsystemet, för militära, kommersiella ändamål och därefter rekreationsändamål.
Den 202 kilometer långa Rideaukanalen (ibland: Rideau Waterway) öppnades 1832. Den förbinder Ontariosjön vid Kingston med Ottawafloden nära Parliament Hill. Genom kanalen kunde man kringgå de svårtillgängliga delarna av Cataraquifloden och Rideaufloden, samt olika små sjöar längs vattenvägen på grund av översvämningstekniker och byggandet av 47 slussar. Rideaufloden hade fått sitt namn av tidiga franska upptäcktsresande som tyckte att vattenfallen vid den punkt där Rideaufloden rinner ut i Ottawafloden liknade en "gardin" (rideau på franska).
Under en del av vintersäsongen bildar Rideaukanalen världens största skridskobana. Då är den både en rekreationsplats och en 7,8 kilometer lång transportväg till centrum för skridskoåkare (från Carleton University och Dow's Lake till Rideau Center och National Arts Center).
Den 29 juni 2007 erkändes Rideaukanalen, som sträcker sig 202 kilometer till Kingston, Fort Henry och fyra små fort (Martellotorn) i Kingstonområdet, som ett världsarv.

### Geologi
Ottawa ligger inom den stora, men mestadels sovande Western Quebec Seismic Zone.
Staden drabbas dock ibland av jordbävningar. Detta inkluderar 2000 års Kipawaskalv, en jordbävning med en magnitud på 4,5 den 24 februari 2006, 2010 års jordbävning i centrala Kanada och en jordbävning med magnituden 5,2 den 17 maj 2013.

## Styre och politik

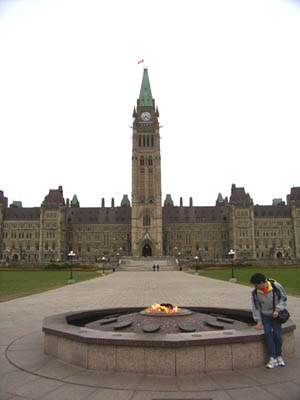
Kanadas parlament.

Vid sidan av sin roll som huvudstad för Kanada (se nedan) är Ottawa en av provinsen Ontarios 444 kommuner. Däremot är staden inte provinshuvudstad; den rollen har Toronto.
Kommunen Ottawa leds av en borgmästare samt 23 kommunalråd, valda på fyraåriga mandatperioder. 2018 vann den sittande borgmästaren Jim Watson kommunvalet i staden, och han säkrade därmed sin roll som borgmästare för en tredje mandatperiod i följd.

## Ekonomi och kommunikationer
Ottawas största roll är som huvudstad för Kanada. Näringslivet i staden är därför dominerat av den nationella administrationen, och största arbetsgivaren i staden är Kanadas federala regering. Dessutom finns här ett stort antal företag inom olika tjänstesektorer.
Tillverkningsindustrin spelar en mindre viktig roll för Ottawa. Dock har företag med koppling till högteknologisk produktion och tjänster under senare år fått ökad betydelse. Denna kompletterar den viktiga turistnäringen.
Ottawa Macdonald-Cartier International Airport är en av de största flygplatserna i Kanada.

## Demografi

### Stad och storstadsområde

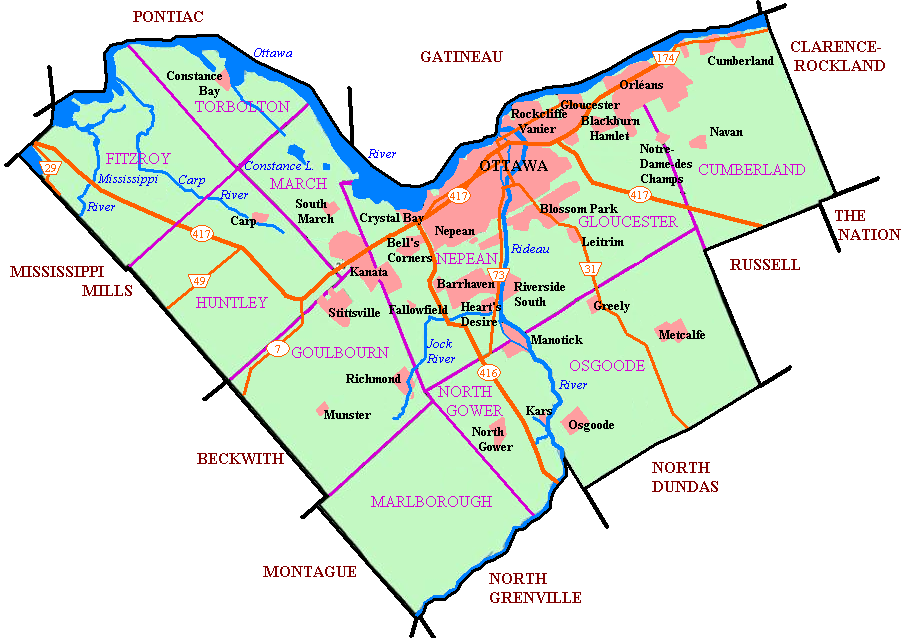
Karta över Ottawa och de områden som omfattas av stadsgränsen

Staden, City of Ottawa, hade 883 391 invånare vid folkräkningen 2011 på en yta av 2 790 km². Stadsgränsen inkluderar flera orter varav de största är Ottawa med 648 480 invånare (2006), och Kanata med 101 760 invånare (2011). Dagens stadsområde (utom Cumberland Township i öster) var ursprungligen Carleton County, som ersattes av Regional Municipality of Ottawa-Carleton 1969 och därefter den sammanslagna staden Ottawa 2001.
Ottawaområdets sammanhängande bebyggelse, Ottawa-Gatineau Population Centre, hade 933 596 invånare 2011 på en yta av 502 km². Området sträcker sig in över gränsen till Québec och området runt Gatineau på den andra sidan Ottawafloden. Hela storstadsområdet, Ottawa-Gatineau Census Metropolitan Area, hade 1 236 324 invånare 2011 på en yta av 6 287 km².
Det finns ytterligare en definition av Ottawaregionen som kallas National Capital Region och som har cirka 1,5 miljoner invånare.

### Utbildning
Ottawa har den bäst utbildade befolkningen bland Kanadas städer, och där finns ett antal utbildningsinstitutioner, forskning och kulturella institutioner, inklusive National Arts Centre, National Gallery och ett antal nationella museer. De största universiteten i Ottawa är det tvåspråkiga University of Ottawa/Université d'Ottawa (grundat 1848) samt Carleton University (grundat 1942). Andra universitet som finns i staden är Algonquin College, Université Saint Paul, La Cité Collégiale och College Universitaire Dominicain.

## Kultur

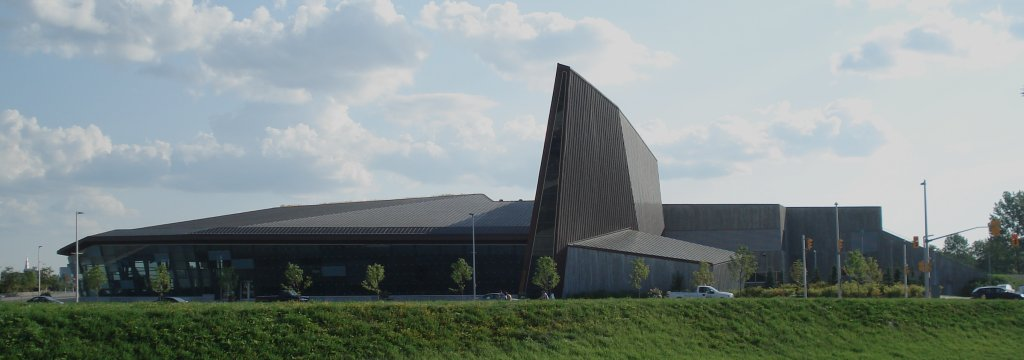
Canadian War Museum

Canadian War Museum är ett militärhistoriskt museum ligger i staden med 500 000 besökare årligen och 3 miljoner föremål i sina samlingar. Museet har rötter från 1880 då det främst var en samling av olika historiska föremål. Sedan 2005 ryms museet i en nybyggd byggnad, ritad av arkitekten Raymond Moriyama, i kvarteret LeBreton Flats.

### Sport

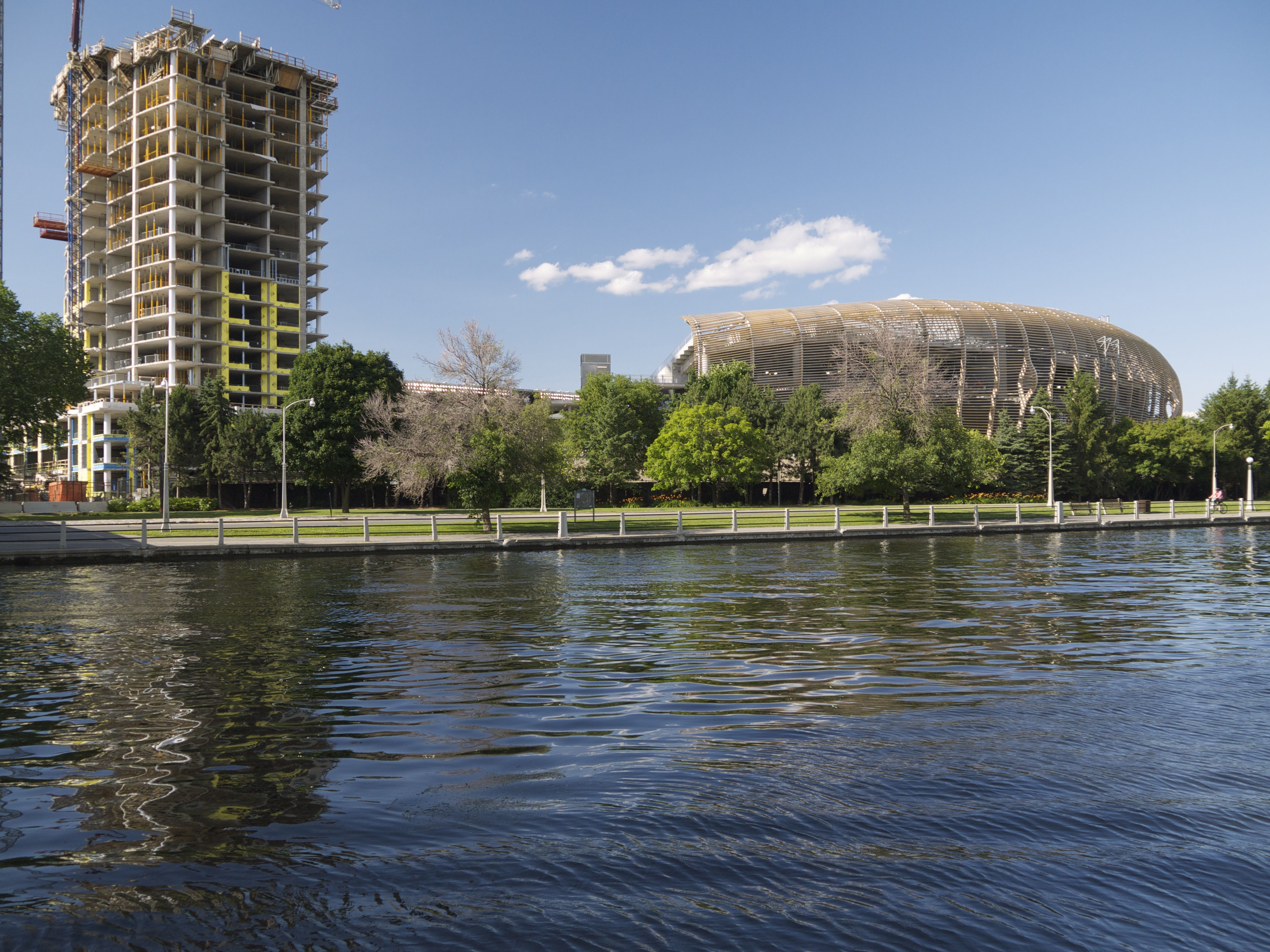
TD Place Stadium är en utomhusstadion som är hem för CFL:s Ottawa Redblacks och USL:s Ottawa Fury FC.

#### Ishockey
NHL-laget Ottawa Senators spelar i arenan Canadian Tire Centre och har nått finalen i Stanley Cup en gång. Mellan 1893 och 1934 fanns ett annat professionellt ishockeylag som också hette Ottawa Senators, de vann Stanley Cup elva gånger.

#### Kanadensisk fotboll
Ottawa Redblacks är ett professionellt lag som spelar kanadensisk fotboll i ligan Canadian Football League. De spelar i arenan TD Place Stadium och 2016 vann de Grey Cup.

#### Basket
De stora universiteten University of Ottawa och Carleton University har varsitt universitetslag i basket. Staden hade ett professionellt lag, Ottawa SkyHawks, som spelade i ligan National Basketball League of Canada under säsongen 2013. Inför säsongen 2014 blev laget tvingade att gå ur ligan på grund av stora finansiella problem. Ottawa Blackjacks är ett nytt professionellt lag som kommer spela i ligan Canadian Elite Basketball League från våren 2020.